# Stade Kazimierz-Sosnkowski
Le stade Kazimierz Sosnkowski (du nom du général Sosnkowski, commandant en chef des Forces Armées Polonaises en 1943-1944) ou stade du Polonia Varsovie (en polonais : Stadion Polonii Warszawa) est un stade de football situé à Varsovie, en Pologne.
Il accueille les matches du Polonia Varsovie, et peut recevoir jusqu'à 7 150 personnes. Le stade Polonii est la troisième plus grande enceinte de football de la capitale polonaise, derrière le stade national (58 145 places) et le Pepsi Arena (31 103 places).

## Histoire
Il est construit en 1928, et rénové en partie en 2007.